# Горбаль Микола Андрійович

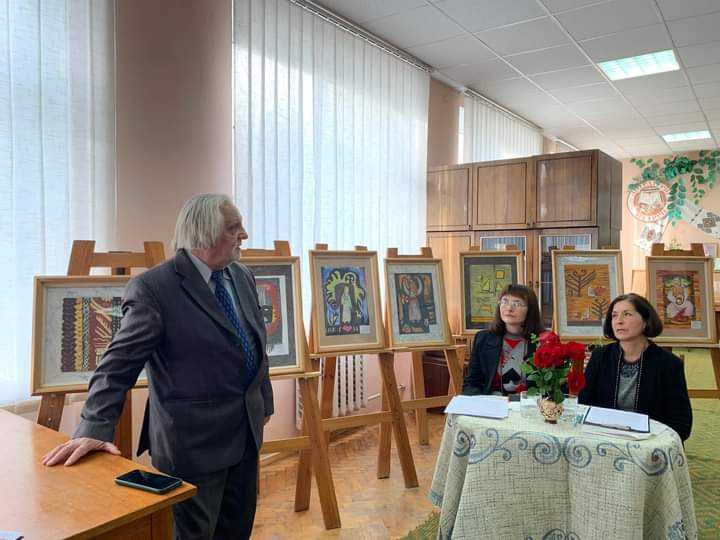
Микола Горбаль на конференції пам'яті 85-річчя Стефанії Шабатури у Заліщицькій бібліотеці

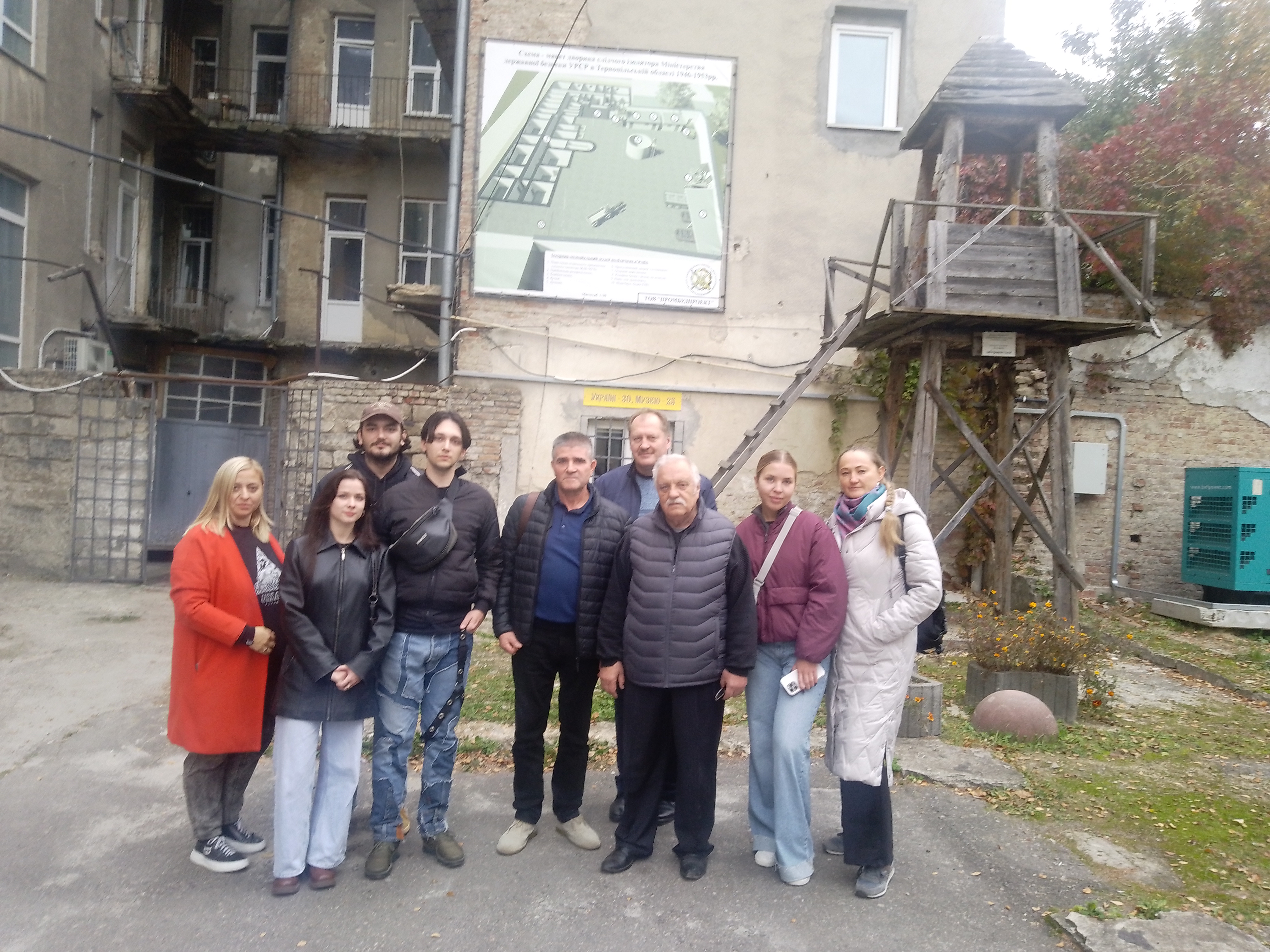
Микола Горбаль та редактор Тарас Вашків з екскурсантами Історико-меморіального музею політв’язнів в Тернополі

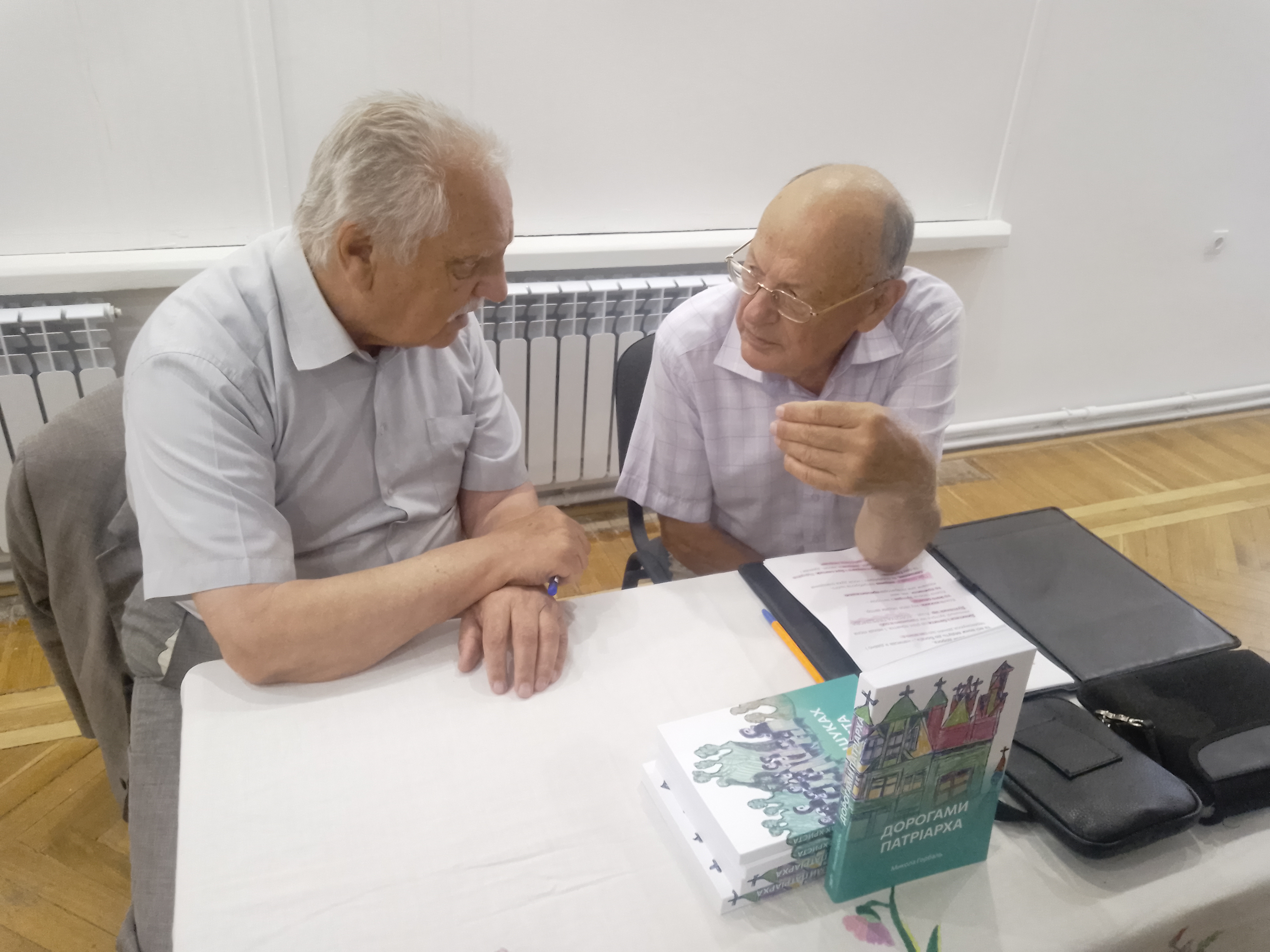
Микола Горбаль та Олег Герман

Мико́ла Андрі́йович Го́рбаль (нар. 10 вересня 1940, Воловець, Дистрикт Краків, Генеральна губернія, Польща) — український музикант, поет, політик, громадський діяч, член Української Гельсінкської групи (УГГ). Довголітній полтв'язень (провів 16 років у радянських таборах).

## Життєпис
Лемко за походженням. Народився в селянській родині. Батько Андрій Горбаль (1898—1961) — сільський інтелігент. Мати Текля, з дому Ветлинська (1906—1995).
1945 року родина разом з усім українським населенням Лемківщини була примусово виселена з Польської республіки до УРСР. Спочатку родина жила у Харківській області, у 1947 р. переїхала в с. Летяче (нині Литячі) Заліщицького району Тернопільської області (нині Чортківський район). У 1957 р. закінчив школу.
У 1963 р. закінчив музичний відділ Чортківського педагогічного училища. Від вересня 1963 р. працював учителем музики в м. Борщів Тернопільської області, керував створеними ним же дитячим ансамблем «Сонце» і молодіжним учительським ансамблем «Подоляночка».
У 1968—1969 рр. навчався на музично-педагогічному факультеті Кам'янець-Подільського педагогічного інституту. 1969 року перевівся на заочне відділення Івано-Франківського педагогічного інституту.
Від 1970 року — викладач естетики в Борщівському технікумі механізації сільського господарства, був диригентом чоловічого хору технікуму, У Борщові керував дитячим хором «Сонечко», молодіжним ансамблем, хором лікарів Борщівської центральної лікарні.

### Арешти та ув'язнення
Перший арешт
24 листопада 1970 р. був затриманий КГБ у Тернополі і 24 листопада заарештований за звинуваченням у проведенні «антирадянської агітації та пропаганди» (ст. 62 ч. 1 КК УРСР). Інкримінували розповсюдження самвидаву, поеми «Дума», в якій СРСР був зображений як тоталітарна держава, а Україна як колонія.
Засуджений 13 квітня 1971 року Тернопільським обласним судом до 5 років позбавлення волі і 2 років заслання. Покарання відбував у колонії ЖХ-385/19, пос. Лєсной, Мордовія, потім у ВС-389/35 (ст. Всехсвятська Пермської області). Брав участь у всіх протестах політв'язнів, вів підпільну «хроніку зони». В ув'язненні Микола Горбаль написав збірку віршів «Дні і ночі».
16 листопада 1975 року, етапом, який тривав 50 діб, скерований на заслання до с. Парабель, Парабельського району Томської області. Жив у вагончику, працював кочегаром по 12 годин на добу без вихідних. Після закінчення опалювального сезону домігся двотижневої відпустки з виїздом до України. Усупереч заборонам КГБ дорогою додому зустрівся в Москві з О. М. Гінзбурґом, П. Г. Григоренком, І. Нудель, у Києві — з Л. П. Світличною.
Під кінець заслання йому пропонували роботу і квартиру в Парабелі. Але знаючи про початок розгрому Української Гельсінкської групи (УГГ), 24 червня 1977 р. поїхав до Києва, щоби вступити в неї. Став неоголошеним членом УГГ.
Зареєстрував шлюб з Аллою Марченко, сестрою Валерія Марченка, отримав київську прописку. Працював сантехніком, електромеханіком ліфтів.
Після арештів засновників УГГ був чи не єдиним правозахисником, за яким не було адміннагляду. Його неодноразово затримували у зв'язку з арештами інших правозахисників, у помешканні проводили обшуки. Допомагав репресованим та їхнім родинам, передавав матеріали та інформацію на Захід.
Навесні 1979 р. одержав виклик від родичів із США і домагався дозволу виїхати. Його дружині не видавали на роботі довідку, без якої ВВіР відмовлявся приймати документи. Вона отримала необхідну довідку наступного дня після арешту чоловіка у жовтні 1979 р.
Друге ув'язнення
Заарештований 23 жовтня 1979 року, за сфабрикованим кримінальним звинуваченням у спробі зґвалтування. 30 жовтня члени УГГ Оксана Мешко, Ніна Строката та Ірина Сеник оприлюднили документ «Ляментація» — про фабрикування кримінальних справ проти дисидентів: «Брудне звинувачення Горбаля, брутальний арешт його — це нове свідчення того, що пора політичних процесів в Україні минає, настає час, коли політв'язнів запроторюють до кримінальних таборів, штучно притягують їх у кримінальних справах… Звинувачення в зґвалтуванні зручне ще й тим, що, згідно зі ст. 70 КПК УРСР, процес про зґвалтування може слухатися за зачиненими дверима, а тому ні рідні, ні друзі підсудного не матимуть навіть формальної можливості бути присутніми на суді. Крім того, це великий козир для пропаганди — дискредитувати таким чином українських правозахисників».
У жовтні — грудні на його захист виступили із заявами до партійних та радянських органів та до «Міжнародної амністії» Г. Суперфін, С. Т. Кириченко, В. С. Стус, В. В. Марченко, члени Московської Гельсінкської групи (МГГ) М. Ланда, С. В. Калістратова, Т. Осипова, В. Некипєлов, Ю. Ярим-Агаєв, О. Г. Боннер, С. А. Ковальов та ін.
21 січня 1980 року був засуджений Жовтневим райсудом м. Києва на закритому засіданні за ст. 17, 117, 190 КК УРСР до 5 років позбавлення волі в таборі суворого режиму. До зали суду допустили лише сестру Марію, решту родичів — тільки на оголошення вироку. В останньому слові сказав: «Я, можливо, перший, кому фабрикують справу за таким гидким звинуваченням… Сьогодні я офіційно оголошую себе членом Української правозахисної Гельсінкської Групи».
15 квітня 1980 року прибув етапом до кримінальної зони у с. Ольшанське Миколаївської області. Працював токарем. 1981 року переведений у колонію ИН-316/93 (с. Новоданилівка Казанківського району Миколаївської області), працював на обробці граніту в кар'єрі. Був щільно оточений стукачами, та все ж у вересні 1981 року в журналі «Визвольний шлях» (США) була опублікована стаття Горбаля «Право на захист». Того ж року вийшла книга віршів для дворічного сина «Коломийки для Андрійка», ілюстрована автором. В 1982 року, видавництво «Сучасність» видало збірку віршів «Деталі піщаного годинника». Згодом його вірші були опубліковані також англійською, німецькою та французькою мовами. У 1983 р. у декількох числах ґазети «Українське слово» опублікована стаття Горбаля «Про життя в кримінальному таборі».
У 1983 р. у таборі зареєстрував шлюб з Ольгою Стокотельною.
Третє ув'язнення
23 жовтня 1984 р. був етапований до СІЗО м. Миколаєва, де за добу до закінчення терміну йому пред'явили ордер на арешт, підписаний 10 жовтня 1984 року, за звинуваченням у «розповсюдженні наклепницьких вигадок, які паплюжать радянський державний і суспільний лад». Горбалю були інкриміновані 45 віршів, вилучених ще 1979 року, і покази кримінальників-провокаторів.
8-10 квітня 1985 року був засуджений Миколаївським облсудом за ст. 62 ч. 2, ст. ст. 42, 43, 26 КК УРСР і ст. 70 ч. 2 КК РРФСР до 8 років позбавлення волі і 3 років заслання. Визнаний особливо небезпечним рецидивістом. Від 25 вересня 1985 року, відбував покарання в зоні особливо суворого режиму ВС-389/36 у с. Кучино Пермської області. 8 грудня 1987 року, всі 18 в'язнів із Кучино були перевезені в колонію ВС-389/35, ст. Всехсвятська.
13 червня 1988 р. Український Культурологічний Клуб (УКК), у тому числі дружина Горбаля, Ольга Стокотельна, розпочав у Києві ланцюгову голодівку з вимогою звільнити в'язнів сумління, зокрема Горбаля.
12 серпня 1988 р. вийшов указ ПВР СРСР про помилування Горбаля. 23 серпня він був допроваджений літаком у КДБ УРСР, де був звільнений.
Реабілітований 1991 р.

## Громадсько-політична діяльність
Від вересня 1988 року — секретар Виконкому Української Гельсінкської Спілки.
У 1990—1994 р.р. — голова Київської організації Української Республіканської партії (УРП).
У 1990—1994 р.р. — депутат Київської міськради.
У 1992—1993 р.р. очолював редакцію інформаційних програм студії «Укртелефільм».
4 березня 1994 року, обраний народним депутатом України. Працював у Комітеті культури і духовності, був головою депутатської групи УРП, входив до фракцій «Державність», «Конституційний центр», «Народний Рух України».
Член-засновник Республіканської Християнської партії (РХП), на Установчому її з'їзді 1 травня 1997 року, обраний першим заступником голови. Від 30 травня 1998 року — член Центрального Проводу РХП.
Член Міжнародного ПЕН-клубу від 1986 року.
1999 року, з метою підтримки нетрадиційного мистецтва і допомоги непрофесійним митцям-інвалідам та популяризації їхнього мистецтва створив Благодійний фонд «Галерея Богдана» на честь покійного брата Богдана Горбаля. У 2012 Микола Горбаль створив "Галерею Богдана" в родинному будинку в селі Литячі Товстенської громади.
Член Українського ПЕН.
У листопаді 2023 року в селі Литячі Товстенської громади Тернопільської области освятили відновлений костел. Цей храм за гроші з пенсії та з допомогою меценатів відновив Микола Горбаль.

## Творчість

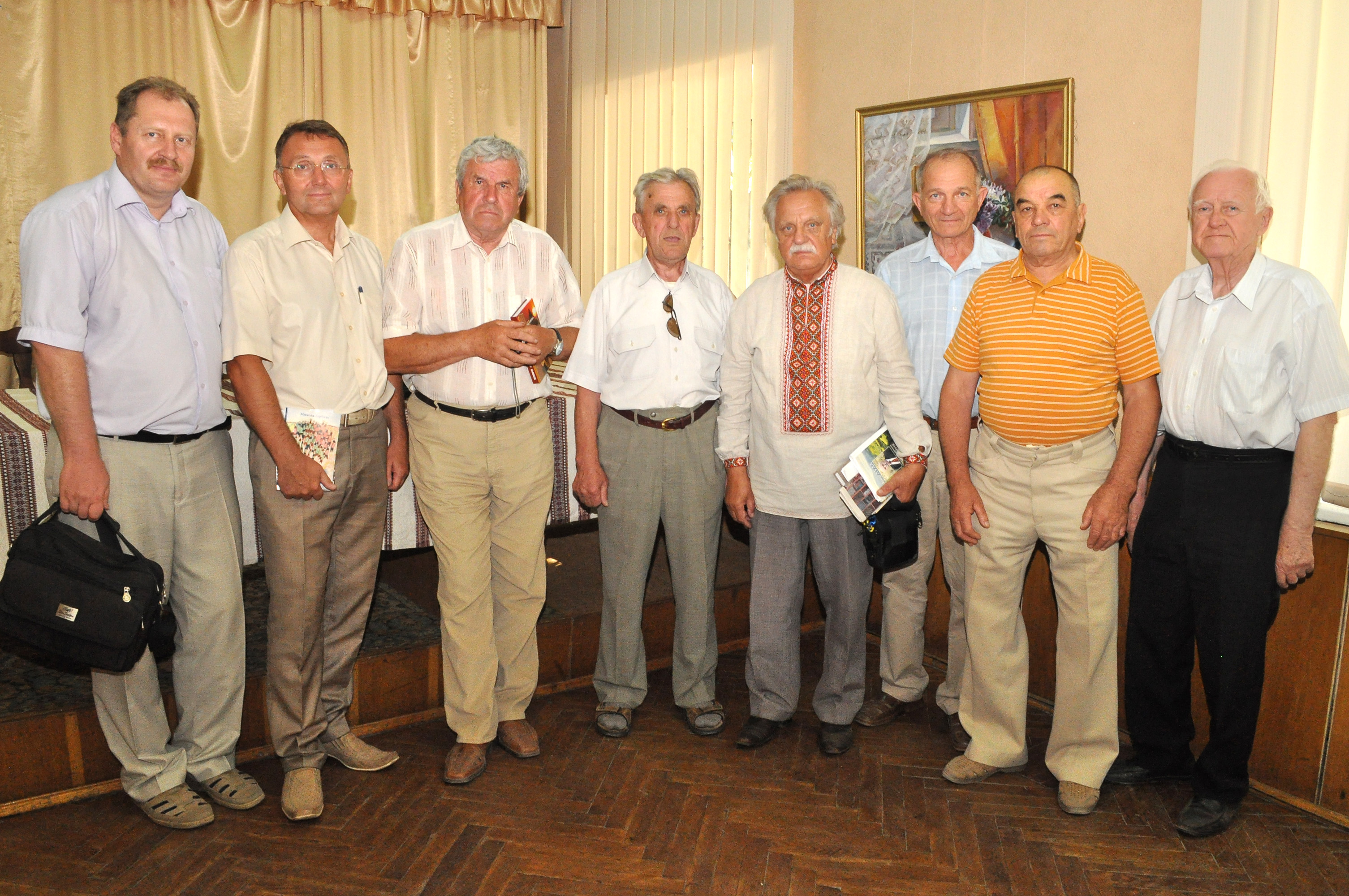
Микола Горбаль (п'ятий ліворуч) на презентації книги «Повернення» в Тернопільському краєзнавчому музеї

- Збірка «Деталі піщаного годинника» (видавництво «Сучасність», 1983).
- Горбаль М. Придорожня капличка: [Поезія] // Кафедра. — 1989. — № 8. — С.52-58.
- Горбаль М. Деталі піщаного годинника // Дніпро. — 1992. — № 1. — С. 81—82.
- Горбаль М. [Вірші] // З облоги ночі: Зб. невільничої поезії України 30-80р.р. — К., 1993. — С. 112-122.
- Горбаль М. 1 із 60 [Текст] : спогади на тлі ювілейного року / М. Горбаль ; худож. Б. Горбаль. — 2 вид. — К. : [б. в.], 2001. — 400 с.: іл.
- Горбаль М. Повернення. — Харків: «Права людини», 2015;  — Тернопіль: «Терно-граф», 2016.  — 360 с. ISBN 978-617-7266-22-7

5 листопада 2023 року в Українському американському архіві та музеї Детройті відбулася презентація книжки "Деталі піщаного годинника: вірші з ГУЛАГу" англійською мовою у перекладі Мирослави Стефанюк, Книжка вийшла друком у видавництві Lost Xorse Press, в серії перекладів сучасної української поезії та  оформлена малюнками Богдана Горбаля, 27 жовтня 2024 року в Тернополі представлено нове видання книги «Деталі піщаного годинника» (видавець Тарас Вашків). 10 серпня 2025 року у Тернопільському обласному краєзнавчому музеї відбулась презентація одразу двох книжок – «Дорогами Патріарха» та «У пошуках Христа» (видавець Тарас Вашків).

## Нагороди і відзнаки
- Орден Свободи (18 листопада 2009) — за визначний особистий внесок у відстоювання національної ідеї, становлення і розвиток Української незалежної держави та активну політичну і громадську діяльність[17]
- Орден «За мужність» I ст. (8 листопада 2006) — за громадянську мужність, самовідданість у боротьбі за утвердження ідеалів свободи і демократії та з нагоди 30-ї річниці створення Української Громадської Групи сприяння виконанню Гельсінкських угод[18]
- Орден «За заслуги» III ст. (26 листопада 2005) — за вагомий особистий внесок у національне та державне відродження України, самовідданість у боротьбі за утвердження ідеалів свободи і незалежності, активну громадську діяльність[19]
- Лауреат Премії імені Василя Стуса, 1992.
- Лауреат Премії імені Ірини Калинець (2016).